# Cratere Gando
Gando è un cratere sulla superficie di 25143 Itokawa.